# 國立東華大學美崙校區
國立東華大學美崙校區（英語：National Dong Hwa University Pingtung Campus），前身為國立花蓮教育大學主校區，座落於花蓮市北側的美崙，比鄰於七星潭風景區，也被稱為國立東華大學創新研究園區，擁有完整的體育運動、教學設施、音樂廳等，現為在職進修、推廣教育、運動賽事、產學合作等功能。
2017年，國立東華大學成立農業永續研究中心於美崙校區，以產學合作型態協助在地發展永續農業。2018年，國立東華大學推動「花東產業園區東昇計畫」，導入東華大學豐沛之研發、技術與人才資源，並引進政府相關資源協助園區產業，強化園區產業競爭力，形成產官學共創價值之模式。
2019年，與花蓮縣立體育實驗高級中學（花蓮體中）合作共同培育臺灣體育國手，並與其校友創辦的波斯頓國際實驗學校合作，於校區內成立花蓮第一所雙語國際學校（Hualien International School）。

## 校區歷史
因應台灣少子化問題日益嚴重，大學經營面臨衝擊，並藉以擴大東部國立高教規模以提升競爭力，教育部規劃「國立東華大學」與「國立花蓮教育大學」兩校合併，於2008年5月通過併校案，國立花蓮教育大學併入國立東華大學，原址改稱國立東華大學美崙校區。兩校合併初期仍各自招生、運作。2011年底，國立東華大學校本部（壽豐校區）新建大樓完工後，原花教大之學院系所及行政單位統一搬遷至壽豐的校本部，整合為單一校區。美崙校區再改為國立東華大學創新研究園區。

## 外部連結
- 東華創新研究園區